# Pyrinia copiosata
Pyrinia copiosata es una especie de polilla de la familia Geometridae. La especie fue descrita por primera vez por Achille Guenée habiendo sido descrita en 1858, con distribución en Brasil.
Es una polilla color rojo-amarillento. Las alas son rayadas, con dos líneas de color rojo ladrillo. La línea interior es arqueada en la parte delantera, la línea exterior es recta y oblicua, con un borde recto.